# Ѳ
Der kyrillische Buchstabe Fita oder Thita (Majuskel Ѳ, Minuskel ѳ) entwickelte sich aus dem griechischen Theta und wurde im älteren Russischen sowie in davon abgeleiteten kyrillischen Alphabeten, wie z. B. dem kildinsamischen von 1878, zur Schreibung ursprünglich griechischer Wörter verwendet, die im Original mit Theta geschrieben werden – ähnlich wie im Deutschen die Buchstabenfolge th:
Beispiele:
- ариѳметика, heute арифметика arifmetika, deutsch: „Arithmetik“
- Ѳеодоръ, heute Фёдор Fjodor', deutsch: „Theodor“

Im russischen Sprachraum wurde das Fita als f ausgesprochen und war damit redundant zu dem gleich ausgesprochenen Ef (Ф), das dem griechischen Phi entspricht. Zusammen mit drei weiteren Buchstaben wurde es in der russischen Rechtschreibreform von 1918 aus der russischen Schrift entfernt; seine Funktion wird seitdem durch das Ef mit übernommen. Es wird in keiner lebendigen Sprache mit kyrillischer Schrift mehr verwendet.
Das Fita sollte nicht mit dem Buchstaben Ө, ө verwechselt werden, der einen Vokal in der kasachischen, tuwinischen und mongolischen Sprache wiedergibt.

## Zeichenkodierung
| Standard  | Standard    | Majuskel Ѳ                   | Minuskel ѳ                 |
| --------- | ----------- | ---------------------------- | -------------------------- |
| Unicode   | Codepoint   | U+0472                       | U+0473                     |
| Unicode   | Name        | CYRILLIC CAPITAL LETTER FITA | CYRILLIC SMALL LETTER FITA |
| UTF-8     | UTF-8       | D1 B2                        | D1 B3                      |
| XML/XHTML | dezimal     | &#1138;                      | &#1139;                    |
| XML/XHTML | hexadezimal | &#x0472;                     | &#x0473;                   |